# Hasloh
Hasloh est une commune allemande du Schleswig-Holstein, située dans l'arrondissement de Pinneberg (Kreis Pinneberg), à quatre kilomètres au sud de la ville de Quickborn. En 2013, la commune a quitté l'Amt Pinnau pour construire une Verwaltungsgemeinschaft (communauté des communes) avec Quickborn et Bönningstedt.

## Jumelage
- Liebenwalde (Allemagne) depuis 2003[1]

## Personnalités
- Max Krause (rosiériste) (1880-1937), mort à Hasloh.